# Bloch MB.162
MB.162 Bloch – francuski czterosilnikowy bombowiec prototypowy z 1940 roku. Wyprodukowano tylko jeden egzemplarz.

## Historia
Do końca lat 30. XX wieku we Francji tak jak i w całej Europie istniały zaniedbania w rozwoju ciężkich bombowców strategicznych. Po dojściu Hitlera do władzy w Niemczech Francuzi zmienili swoje podejście do bombowców dalekiego zasięgu. Wytwórnia Société des Avions Marcel Bloch, która stała się w 1936 roku częścią Sud Aviation odniosła sukces konstruując czterosilnikowy samolot Bloch MB.160 i jego wersję rozwojową Bloch MB.161. Samoloty miały prawdopodobny zasięg 7000 km. Po poprawieniu wszystkich usterek, samolot mógł być przemianowany na samolot wojskowy. Makietę modelu MB.162 przedstawiono publicznie w Salon de l'Aeronautique w Paryżu w 1938 roku. W tym czasie planowano wyposażyć samolot w cztery silniki rzędowe Hispano-Suiza14 Aa12/13. MB.162.01 budowano w wytwórni SNCASO w Courbevoie w 1939 roku. Zmieniono jednak jednostkę napędową na silniki gwiazdowe Gnome-Rhone14N/28. Pierwszy lot odbył się 1 czerwca 1940 roku. Nadciągający wróg zmusił wycofanie samolotu do Bordeaux, gdzie później po klęsce Francji wpadł w ręce Niemców.
Następnie pod nadzorem niemieckiej firmy Focke-Wulf samolot poddano badaniom. W 1943 roku został oblatany w Niemczech i przekazany jednostce I/KG 200. Dalsze losy samolotu nie są znane.

## Konstrukcja
Metalowy dolnopłat z podwójnym usterzeniem. Zasilany był 4x silnik gwiazdowy typu Gnome-Rhone14N/28 o mocy 1100 KM każdy. Zbiorniki mieściły 6500 litrów paliwa lotniczego. Podwozie hydrauliczne, chowane w locie. Uzbrojenie stanowiło 2x karabin maszynowy wz. MAC 1934 kal. 7,5 mm, 2x działko wz. Hispano-Suiza HS-404 kal. 20 mm oraz 3600 kg bomb.

## Literatura
- Dominique Breffort, André Jouineau, Alan McKay: French Aircraft from 1939 to 1942 Volume 1: From ANF to Curtiss, Histoire & Collections (angielski)